# جورج هوارد وليامز
جورج هوارد وليامز (بالإنجليزية: George Howard Williams)‏ هو قاضي ومحامي وسياسي أمريكي، ولد في 1 ديسمبر 1871 في كاليفورنيا في الولايات المتحدة، وتوفي في 25 نوفمبر 1963 في ساراسوتا في الولايات المتحدة. حزبياً، نشط في الحزب الجمهوري. وقد انتخب عضو مجلس الشيوخ الأمريكي.